# Médicament stupéfiant en France
Un médicament stupéfiant est un médicament composé d'un ou plusieurs principes actifs susceptibles d’induire des phénomènes d’accoutumance et/ou de dépendance physique ou psychique.
Ces médicaments ont des règles très strictes à respecter, à la prescription comme à chaque étape du circuit du médicament.

## Règles de prescription
Les prescripteurs doivent utiliser une ordonnance sécurisée, qui est une ordonnance avec plus de mesures de sécurité qu'une ordonnance classique, permettant ainsi de diminuer les risques de falsification.  
La prescription de ces spécialités doit être effectuée sur une ordonnance sécurisée ou dématérialisée, avec en toutes lettres : le nombre d'unités thérapeutiques par prise, le nombre de prises et le dosage des spécialités.
La durée de prescription des médicaments classés comme stupéfiants ne peut jamais excéder 28 jours. Elle peut être réduite à 3 jours, 7 jours ou 14 jours pour certains médicaments.
Pour certains médicaments, la délivrance doit être fractionnée. Dans ce cas, le prescripteur doit mentionner sur l'ordonnance la durée de traitement correspondant à chaque fraction. Toutefois, il peut exclure ce fractionnement pour des raisons particulières tenant à la situation du patient. Il doit alors porter sur l'ordonnance la mention « délivrance en une seule fois ».

## Règles de dispensation
Sous condition du respect de ces règles de prescription, la dispensation d'un médicament stupéfiant est réalisée par un pharmacien ou un préparateur sous la responsabilité du pharmacien. La délivrance est également soumise à des règles très spécifiques.
Le pharmacien doit remplir l'ordonnancier des stupéfiants et une copie de toute ordonnance comportant la prescription d'un ou plusieurs médicaments classés comme stupéfiants (ou soumis à la réglementation des stupéfiants) est conservée pendant trois ans par le pharmacien.
Une nouvelle ordonnance ne peut être ni établie ni exécutée par les mêmes praticiens pendant la période déjà couverte par une précédente ordonnance sauf si le prescripteur en décide autrement par une mention expresse portée sur l'ordonnance.
Des médicaments relevant des listes I et II (nécessitant d'habitude une prescription sur ordonnance simple) peuvent, pour des motifs de santé publique, être soumis en totalité ou en partie au régime particulier des stupéfiants, mesures restrictives pour répondre également à une politique de lutte contre le mésusage. Cette décision est prise par le directeur de l'ANSM.
En France, la prise en charge par l'assurance maladie de certaines spécialités susceptibles de faire l'objet d'un détournement ou de mésusage est subordonnée à l'inscription par le prescripteur du nom du pharmacien chargé de la délivrance. Elle peut être également subordonnée à l'établissement d'un protocole de soins ; ce protocole est toujours obligatoire pour la prescription de méthadone sous forme de gélules.

## Détention
Les médicaments stupéfiants sont impérativement conservés dans des armoires ou locaux ne contenant rien d’autre, fermés à clef et munis d’un système d’alerte ou de sécurité renforcé contre toute tentative d’effraction. 
Toute quantité trouvée en dehors desdites armoires ou locaux sera saisie. De plus, tout vol ou détournement est signalé sans délai aux autorités de police, à l'agence régionale de santé et à l'Agence nationale de sécurité du médicament et des produits de santé. Les quantités volées ou détournées sont portées sur le registre ou enregistrées.